# بیتچا
بیتچا (به مجاری: Nagybiccse) یک شهرک با جمعیت ۱۱٬۵۹۵ نفر که در Bytča District، اسلواکی واقع شده‌است.